# Bino Rebellato
Bino Rebellato (Cittadella, 15 gennaio 1914 – Cittadella, 18 luglio 2004) è stato un editore e poeta italiano.

## Biografia
Originario di Cittadella, ha sempre vissuto nel paese padovano, tranne nel periodo della Seconda guerra mondiale in cui dovette allontanarsi: partecipò alla Resistenza e dopo la guerra iniziò l'insegnamento elementare.
Le sue molteplici passioni artistiche (dalla poesia all'incisione) lo hanno portato alla frequentazione di numerosi autori degli anni cinquanta e sessanta, all'istituzione del Premio di Poesia Cittadella, alla direzioni di periodici e di alcune riviste, all'organizzazione di cenacoli, mostre, eventi letterari. Ma è principalmente conosciuto per l'attività di editore e poeta.
Nel 2006 è stato realizzato su Rebellato il film-documentario Bino Rebellato - Ritratto di un Poeta, di Alessandro Bettero con Beppe Casales, prodotto da Amelia Fiorenzato per Vip Mediacom in collaborazione con Rai e Istituto Luce. Il documentario è stato proiettato alla 63ª Mostra internazionale d'arte cinematografica di Venezia.

## Editore
La sua casa editrice, Rebellato Editore, ha visto pubblicate negli anni decine di autori della poesia contemporanea: fino al 1973, Rebellato ha curato personalmente la pubblicazione di opere di Dino Buzzati, Lalla Romano, Gianni Pollini, Giuliana Abbiati, Luigi Alfonso, Carlo Sgorlon, Angelo Bellettato, Andrea Zanzotto, Osvaldo Ramous Biagio Marin, Marco Pola, Ivano Fermini. Tra numerose altre, ha pure pubblicato, nel 1982, la prima raccolta di poesie epigrammatiche di Alberto N. Giulini e, nel 1995, l’opera prima di Luca Farinotti, Elevazioni.

## Opere principali

### Poesie
- Mie non mie parole, (1977);
- Da una profonda immagine, introduzione di Giacinto Spagnoletti, Rusconi (1980);
- L'altro in noi, saggio introduttivo di Carlo Bo, Rusconi (1983);
- L'ora leggera, con un saggio di Silvio Ramat e una lettera di Mario Luzi, Scheiwiller (1989);
- Umane Dolomiti, (1992);
- Non ho mai scritto il verso, Rusconi (1994);
- Il mio Folengo in dialetto veneto, Scheiwiller (1995);
- Luoghi comuni. Disegni dal vero, (1996);
- Appunti e spunti, (1999)

### Traduzioni
- Crescere in niente (Croître en rien) di Edmond Jabès, Biblioteca Cominiana, (1991);
- Il mio Folengo in dialetto veneto, Scheiwiller, (1995)

### Raccolte
- Amore di una terra, prosa, Santi Quaranta, (1992);
- In nessun posto e da per tutto. Poesie 1929-2004, a cura di M. Munaro, Biblioteca Cominiana, (2006).